# Петрово (Ряжский район)
Петрово — село в Ряжском районе Рязанской области, административный центр Петровского сельского поселения. 

## География
Село расположено в 6 км на север от райцентра Ряжск, остановочный пункт 308 км на ж/д линии Рязань — Ряжск.

## История
Петрово в качестве села упоминается в окладных книгах 1676 года, где при находящейся в том селе церкви великого чудотворца Николая, время построения которой не известно, показаны  двор попа Зиновия, двор просвирницы, 3 двора  церковных дьячков,  церковной пашни 20 четвертей в поле, покосов на 50 копен, да в приходе к той церкви 103 двора помещиковых детей боярских, 4 двора крестьянских, 16 дворов бобыльских и всего 128 дворов. В 1812 году построена была каменная Николаевская церковь с приделом  Фроло-Лаврским.
В XIX — начале XX века село входило в состав Подвисловской волости Ряжского уезда Рязанской губернии. В 1906 году в селе было 416 дворов.
С 1929 года село являлось центром Петровского сельсовета Ряжского района Рязанского округа Московской области, с 1937 года — в составе Рязанской области, с 2005 года — центр Петровского сельского поселения.

## Население
| 1859 | 1897  | 1906  | 2010 |
| ---- | ----- | ----- | ---- |
| 1679 | ↗2575 | ↗3267 | ↘970 |

## Инфраструктура
В селе имеются Петровская основная общеобразовательная школа (филиал МОУ «Ряжская СОШ № 4»), детский сад, дом культуры, отделение почтовой связи.

## Достопримечательности
В селе расположена действующая Церковь Николая Чудотворца (1812).